# Patrick B. Rasmussen
Patrick Brøsted Rasmussen (født 26. juni 1996) er en dansk fodboldspiller, som har spillet for den danske 1. divisions klub Vejle Boldklub.